# Bruno Lüthi (Fussballspieler)
Bruno Lüthi (geboren am 3. Juni 1944 in Thun; gestorben am 14. Dezember 2013) war ein Schweizer Fussballspieler. Er spielte während seiner Karriere bei Thun, Lausanne und Winterthur und wurde dabei von ganz zu Beginn als Torhüter über den Sturm und zum Ende seiner Karriere in der Verteidigung während seiner Karriere auf allen Positionen eingesetzt. Nach Karriereende war er als Trainer bei verschiedenen Vereinen in der Region Winterthur tätig.

## Karriere

### Spieler
Lüthi begann im Alter von 10 Jahren Fussball zu spielen. Bei den Junioren vom FC Thun spielte er unter anderen mit Kurt Grünig. Noch als Junior spielte er das erste Mal in der 1. Mannschaft von Thun, damals noch als Torhüter. Danach wurde er jedoch vom Thuner Trainer Alfred Beck als Stürmer eingesetzt. Als Stürmer wurde Lüthi 1962/63 Torschützenkönig in der Nationalliga B.
1965 wechselte Lüthi unter anderem auch aus beruflichen und sprachlichen Überlegungen in die Romandie zu Lausanne-Sports. In Lausanne spielte er jedoch hauptsächlich für die Reserven und kam in der 1. Mannschaft nur zu neun Einsätzen. Am 16. Mai 1967 stiess Lausanne in den Cupfinal vor, den die Lausanner durch einen Sitzstreik 0:3 forfait verloren.
Im Sommer 1968 ging er zurück in die Deutschschweiz zum frisch in die höchste Liga aufgestiegenen FC Winterthur. Als Offensivkraft nach Winterthur gekommen, wurde er auf der Schützenwiese im späteren Verlauf vermehrt auch als Libero eingesetzt. Dort gehörte er bis 1971 zur 1. Mannschaft in der Nationalliga A und kam dabei zu 52 Einsätzen und schoss drei Tore. Danach war er noch bis zu seinem Karriereende Teil des Kaders, spielte jedoch nicht mehr in der 1. Mannschaft.

### Trainer
Auch nach Beendigung seiner Aktivkarriere blieb er in Winterthur und war dort bei verschiedenen Vereinen in der Region als Trainer tätig. 1974 bis 1976 war er während zweier Jahre als Spielertrainer beim FC Töss tätig, mit dem er Gruppenmeister in der 2. Liga wurde. Danach war er beim FC Winterthur Trainer der Inter-Junioren A1 und später der in der 2. Liga spielenden 2. Mannschaft des FC Winterthur. 1980 wurde er nach Effretikon zum Trainer der dortigen Mannschaft berufen, mit der er während sechs Jahren zweimal auf- und abstieg. 1986 wurde er, zurück in der Eulachstadt, Trainer des SC Veltheim, deren Fanionteam er 1988 zum Aufstieg in die drittklassige 1. Liga verhalf. 1991 kehrte er abermals zu seiner ersten Trainerstation nach Töss zurück, wo er noch bis 1994 tätig blieb.

### Varia
Bruno Lüthi ist der Vater von Stephane Lüthi und der Grossvater von Loïc Lüthi. Beide waren beziehungsweise sind ebenfalls Fussballspieler der ersten Mannschaft des FC Winterthur.